# Adrian Simion

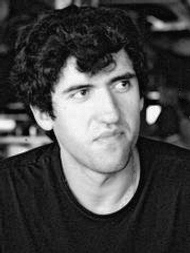
Adrian Simion

Adrian Simion (* 2. August 1961 in Bukarest) ist ein ehemaliger rumänischer Handballspieler.
Der Torhüter spielte bei Steaua Bukarest. Mit der rumänischen Handballnationalmannschaft gewann er bei den Olympischen Spielen 1984 in Los Angeles die Bronzemedaille. Bei der Handball-Weltmeisterschaft 1986 wurde er des Dopings mit Ephedrin überführt und von der IHF für zwei Jahre gesperrt.